# Marumba spectabilior
Marumba spectabilior är en fjärilsart som beskrevs av Clayton Dissinger Mell 1935. Marumba spectabilior ingår i släktet Marumba och familjen svärmare. Inga underarter finns listade i Catalogue of Life.